# Thomispa
Thomispa là một chi bọ cánh cứng trong họ Chrysomelidae.
Chi này được miêu tả khoa học năm 1975 bởi Würmli.

## Các loài
Chi này gồm các loài:
- Thomispa feae (Gestro, 1906)